# Talaiot de Trebalúger
L'assentament del talaiot de Trebalúger és un Bé d'Interès Cultural ubicat al municipi des Castell (Menorca). Està format per un monument en forma de torre de grans dimensions, és a dir un talaiot. És de planta el·líptica i està situat sobre un sortint rocós. L'excavació de l'interior de la part alta del talaiot va descobrir una casa del període pretalaiòtic a Menorca. És a dir que, a aquest jaciment hi observarem dos edificis de dues èpoques diferents, un més antic a la part alta del promontori, la casa, i un de més modern, el talaiot.
El monument està envoltat per una estructura poligonal que s'hi adossa, d'època talaiòtica. El conjunt està afectat per l'acció d'un forn de calç situat damunt de les estructures, en el costat oest, que aprofità pedres de les estructures com a matèria primera.

## Les estructures arqueològiques

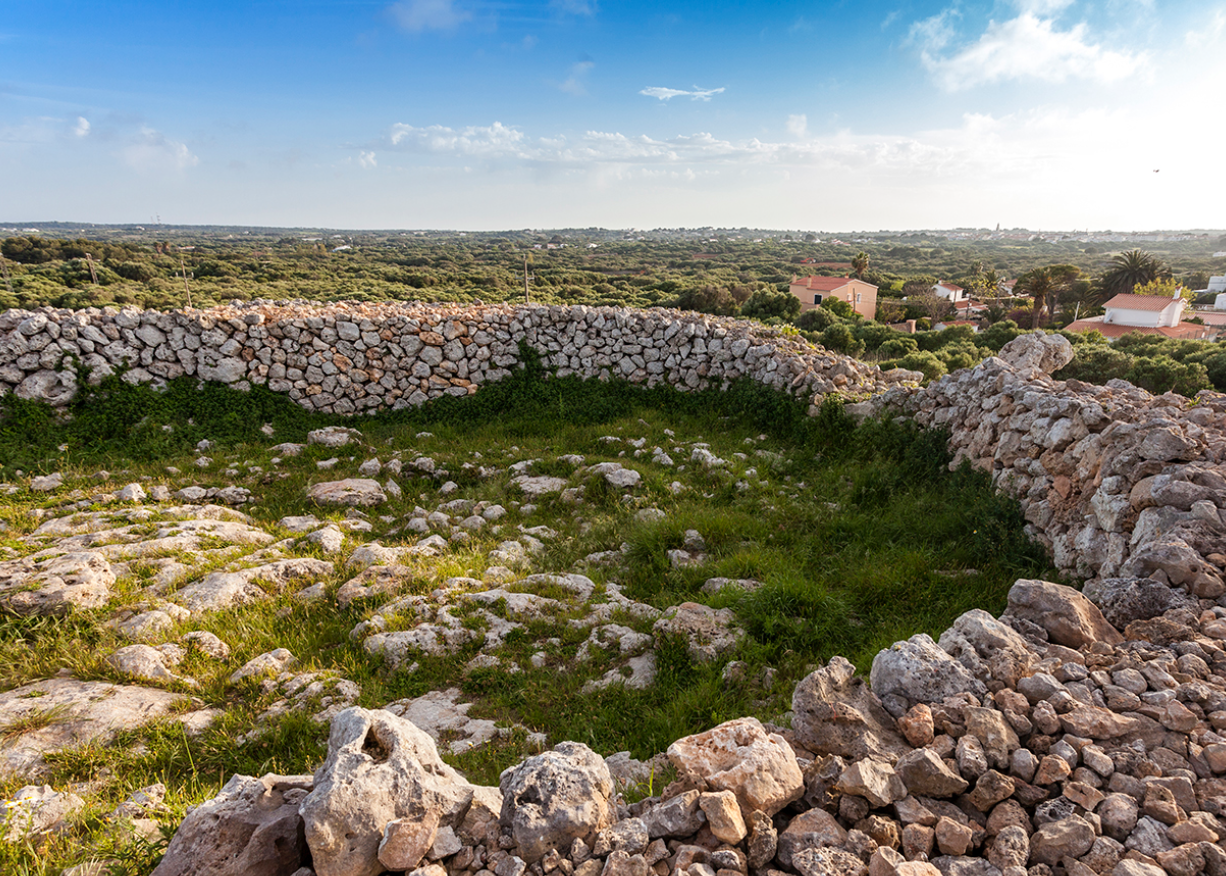
Part alta del talaiot de Trebalúger on s'hi ubica la casa pretalaiòtica

Les excavacions arqueològiques van documentar una edificació de planta irregular allargada, de coberta sustentada probablement per tres línies de pilars de fusta assentats sobre bases de pedra, i capçalera lleugerament absidal, que s'havia assentat al cim del promontori rocós. Els murs estan construïts amb doble parament de pedres petites, amb una tècnica menys perfeccionada que la talaiòtica. L'entrada a aquest edifici estaria a la banda est —en la qual s'observen dues "garites" o espais de dimensions reduïdes—, però està emmascarada per la construcció talaiòtica posterior. A l'interior es van registrar estructures de combustió, ceràmiques grans i de petites dimensions i fragments de gresols de fosa. Dues datacions radiocarbòniques o C14 ens indiquen que aquest hàbitat va estar en ús des de 1430-970 aC, és a dir, en la temporalitat corresponent al bronze final (naviforme II), fins que en el turó on s'assentava es va aixecar un gran talaiot de planta oblonga que va sepultar el primitiu assentament. Aquest talaiot està construït amb tècnica i parament de construcció ciclòpia de grans dimensions.
Les dimensions de l'edifici pretalaiòtic o casa són: eix E-O 12,70 m; eix N-S 7,40 m
Les dimensions del talaiot són: eix E-O 28,40 m; eix N-S 22 m

## Període cronològic
- Bronze Mitjà
- Bronze final
- Talaiòtic

## Intervencions arqueològiques
Del 1987 al 1990 es van succeir una sèrie d'intervencions arqueològiques codirigides per part dels arqueòlegs Aantoni López, Joana Gual i Llus Plantalamor que van consistir en la retirada de pedres del voltant del talaiot i l'excavació del recinte interior i de la seva façana sud.